# Beernahalli, Tarikere
Beernahalli là một làng thuộc tehsil Tarikere, huyện Chikmagalur, bang Karnataka, Ấn Độ.